# Liste der Monuments historiques in Plouguiel
Die Liste der Monuments historiques in Plouguiel führt die Monuments historiques in der französischen Gemeinde Plouguiel auf.

## Liste der Bauwerke
| Bezeichnung         | Beschreibung | Standort | Kennzeichnung | Schutzstatus | Datum | Bild |
| ------------------- | ------------ | -------- | ------------- | ------------ | ----- | ---- |
| Jardin du Kestellic | Garten       | (Lage)   | PA00089772    | Inscrit      | 1992  |      |
| Schloss Kéralio     |              | (Lage)   | PA00089486    | Inscrit      | 1930  |      |